# ФК «Крылья Советов» Куйбышев в сезоне 1980
Сезон 1980 — 37-й сезон «Крыльев Советов», в том числе 11-й сезон во втором по значимости дивизионе СССР. По итогам чемпионата команда заняла 22-е место.

## Чемпионат СССР (первая лига)

### Турнирная таблица
| Место | Команда                     | И  | В  | Н  | П  | Мячи  | О  |
| ----- | --------------------------- | -- | -- | -- | -- | ----- | -- |
| 20    | «Металлург» Запорожье       | 46 | 15 | 11 | 20 | 47-67 | 41 |
| 21    | «Шинник» (Ярославль)        | 46 | 14 | 15 | 17 | 51-57 | 40 |
| 22    | «Крылья Советов» (Куйбышев) | 46 | 11 | 16 | 19 | 43-62 | 34 |
| 23    | «Спартак» (Нальчик)         | 46 | 8  | 15 | 23 | 35-59 | 28 |
| 24    | «Уралмаш» (Свердловск)      | 46 | 8  | 5  | 33 | 35-82 | 21 |

### Результаты матчей
| 31 марта 1980 1 тур | «Металлист» (Харьков) | 2:1 | «Крылья Советов» (Куйбышев) |  |

| 04 апреля 1980 2 тур | «Заря» (Ворошиловград) | 2:0 | «Крылья Советов» (Куйбышев) |  |

| 10 апреля 1980 3 тур | «Крылья Советов» (Куйбышев) | 1:1 | «Колос» (Никополь) |  |

| 14 апреля 1980 4 тур | «Крылья Советов» (Куйбышев) | 2:2 | «Днепр» (Днепропетровск) |  |

| 19 апреля 1980 5 тур | «Гурия» (Ланчхути) | 0:0 | «Крылья Советов» (Куйбышев) |  |

| 23 апреля 1980 6 тур | «Торпедо» (Кутаиси) | 1:1 | «Крылья Советов» (Куйбышев) |  |

| 28 апреля 1980 7 тур | «Крылья Советов» (Куйбышев) | 0:0 | «Бустон» (Джизак) |  |

| 08 мая 1980 9 тур | «Факел» (Воронеж) | 2:0 | «Крылья Советов» (Куйбышев) |  |

| 12 мая 1980 10 тур | «Шинник» (Ярославль) | 0:0 | «Крылья Советов» (Куйбышев) |  |

| 18 мая 1980 11 тур | «Крылья Советов» (Куйбышев) | 0:2 | «Искра» (Смоленск) |  |

| 22 мая 1980 12 тур | «Крылья Советов» (Куйбышев) | 0:0 | «Жальгирис» (Вильнюс) |  |

| 28 мая 1980 13 тур | «Кузбасс» (Кемерово) | 0:0 | «Крылья Советов» (Куйбышев) |  |

| 02 июня 1980 14 тур | «Крылья Советов» (Куйбышев) | 0:0 | СКА (Хабаровск) |  |

| 07 июня 1980 15 тур | «Металлург» (Запорожье) | 0:2 | «Крылья Советов» (Куйбышев) |  |

| 11 июня 1980 16 тур | «Таврия» (Симферополь) | 4:1 | «Крылья Советов» (Куйбышев) |  |

| 20 июня 1980 17 тур | «Крылья Советов» (Куйбышев) | 0:2 | «Спартак» (Ивано-Франковск) |  |

| 24 июня 1980 18 тур | «Крылья Советов» (Куйбышев) | 1:2 | СКА (Одесса) |  |

| 29 июня 1980 19 тур | «Динамо» (Ставрополь) | 3:0 | «Крылья Советов» (Куйбышев) |  |

| 03 июля 1980 20 тур | «Нистру» (Кишинев) | 3:0 | «Крылья Советов» (Куйбышев) |  |

| 08 июля 1980 21 тур | «Крылья Советов» (Куйбышев) | 2:0 | «Спартак» (Орджоникидзе) |  |

| 12 июля 1980 22 тур | «Крылья Советов» (Куйбышев) | 0:0 | «Спартак» (Нальчик) |  |

| 16 июля 1980 8 тур | «Крылья Советов» (Куйбышев) | 0:1 | «Памир» (Душанбе) |  |

| 20 июля 1980 23 тур | «Уралмаш» (Свердловск) | 1:2 | «Крылья Советов» (Куйбышев) |  |

| 04 августа 1980 24 тур | «Крылья Советов» (Куйбышев) | 1:0 | «Уралмаш» (Свердловск) |  |

| 08 августа 1980 25 тур | «Крылья Советов» (Куйбышев) | 0:1 | «Металлист» (Харьков) |  |

| 12 августа 1980 26 тур | «Крылья Советов» (Куйбышев) | 2:1 | «Заря» (Ворошиловград) |  |

| 17 августа 1980 27 тур | «Колос» (Никополь) | 1:2 | «Крылья Советов» (Куйбышев) |  |

| 21 августа 1980 28 тур | «Днепр» Днепропетровск | 2:0 | «Крылья Советов» (Куйбышев) |  |

| 26 августа 1980 29 тур | «Крылья Советов» (Куйбышев) | 2:2 | «Гурия» (Ланчхути) |  |

| 30 августа 1980 30 тур | «Крылья Советов» (Куйбышев) | 1:1 | «Торпедо» (Кутаиси) |  |

| 05 сентября 1980 31 тур | «Бустон» Джизак | 2:1 | «Крылья Советов» (Куйбышев) |  |

| 09 сентября 1980 32 тур | «Памир» (Душанбе) | 3:0 | «Крылья Советов» (Куйбышев) |  |

| 14 сентября 1980 33 тур | СКА (Хабаровск) | 3:1 | «Крылья Советов» (Куйбышев) |  |

| 18 сентября 1980 34 тур | «Крылья Советов» (Куйбышев) | 2:2 | «Кузбасс» (Кемерово) |  |

| 23 сентября 1980 35 тур | «Искра» (Смоленск) | 1:2 | «Крылья Советов» (Куйбышев) |  |

| 27 сентября 1980 36 тур | «Жальгирис» (Вильнюс) | 3:1 | «Крылья Советов» (Куйбышев) |  |

| 02 октября 1980 37 тур | «Крылья Советов» (Куйбышев) | 2:1 | «Факел» (Воронеж) |  |

| 06 октября 1980 38 тур | «Крылья Советов» (Куйбышев) | 1:1 | «Шинник» (Ярославль) |  |

| 10 октября 1980 39 тур | «Крылья Советов» (Куйбышев) | 4:2 | «Динамо» (Ставрополь) |  |

| 14 октября 1980 40 тур | «Крылья Советов» (Куйбышев) | 3:1 | «Нистру» (Кишинев) |  |

| 20 октября 1980 41 тур | «Спартак» (Нальчик) | 1:0 | «Крылья Советов» (Куйбышев) |  |

| 24 октября 1980 42 тур | «Спартак» (Орджоникидзе) | 0:0 | «Крылья Советов» (Куйбышев) |  |

| 29 октября 1980 43 тур | «Крылья Советов» (Куйбышев) | 2:1 | «Металлург» (Запорожье) |  |

| 02 ноября 1980 44 тур | «Крылья Советов» (Куйбышев) | 1:2 | «Таврия» (Симферополь) |  |

| 10 ноября 1980 45 тур | «Спартак» (Ивано-Франковск) | 1:1 | «Крылья Советов» (Куйбышев) |  |

| 14 ноября 1980 46 тур | СКА (Одесса) | 2:1 | «Крылья Советов» (Куйбышев) |  |

## Кубок СССР

### Зональный этап (Зона 1)

#### Турнирная таблица
| Место | Команда                     | И | В | Н | П | Мячи | О |
| ----- | --------------------------- | - | - | - | - | ---- | - |
| 1     | «Факел» (Воронеж)           | 5 | 2 | 2 | 1 | 5-3  | 6 |
| 2     | «Спартак» (Москва)          | 5 | 2 | 2 | 1 | 5-4  | 6 |
| 3     | «Металлист» (Харьков)       | 5 | 1 | 4 | 0 | 2-1  | 6 |
| 4     | «Зенит» (Ленинград)         | 5 | 1 | 3 | 1 | 5-3  | 5 |
| 5     | «Кубань» (Краснодар)        | 5 | 1 | 2 | 2 | 4-5  | 4 |
| 6     | «Крылья Советов» (Куйбышев) | 5 | 1 | 1 | 3 | 1-6  | 3 |

#### Результаты матчей
| 27 февраля 1980 | «Кубань» (Краснодар) | 2:0 | «Крылья Советов» (Куйбышев) |  |

| 01 марта 1980 | «Крылья Советов» (Куйбышев) | 1:0 | «Зенит» (Ленинград) |  |

| 04 марта 1980 | «Спартак» (Москва) | 2:0 | «Крылья Советов» (Куйбышев) |  |

| 07 марта 1980 | «Факел» (Воронеж) | 2:0 | «Крылья Советов» (Куйбышев) |  |

| 10 марта 1980 | «Металлист» (Харьков) | 0:0 | «Крылья Советов» (Куйбышев) |  |